# Saryarqa HK
Le Saryarqa HK (Kazakh: Saryarqa Qarağandy, «Сарыарқа» Қарағанды хоккей клубы) est un club de hockey sur glace de Qarağandy au Kazakhstan. Il évolue dans la Pro Hokei Ligasy, le championnat kazakh.

## Historique
Le club est créé en 2006 sous le nom de Saryarka Karaganda. Le Saryarka atteint la finale de la Coupe Bratine en 2013.

## Palmarès
- Vainqueur du Championnat du Kazakhstan : 2010, 2021, 2022.
- Vainqueur de la VHL : 2014, 2019.

## Statistiques

### Saisons au Kazakhstan
| Saison    | PJ | V  | VP | N | DP | D | BP  | BC | Pts | Classement | Séries éliminatoires        |
| --------- | -- | -- | -- | - | -- | - | --- | -- | --- | ---------- | --------------------------- |
| 2006-2007 | 24 | 13 | 1  | 1 | 1  | 8 | 118 | 82 | 43  | 4e/7 place | Pas de séries éliminatoires |
| 2007-2008 |    |    |    | - |    |   |     |    |     | ?e/7 place | 6e/6 de la poule finale     |

## Entraîneurs
Alexandre Vissotsky (2006-?)